# Nationalpark Kinabalu
Der Nationalpark Kinabalu (mal. Taman Negara Kinabalu) ist ein Schutzgebiet an der Westküste von Sabah, auf dem malaysischen Teil der Insel Borneo und liegt rund um den Kinabalu, der mit 4095 Metern der höchste Berg auf der Insel Borneo ist.
Trotz seiner geologischen Jugend ist der Park außergewöhnlich artenreich.

## Außergewöhnliche Artenvielfalt mit Lokalendemiten
Der Nationalpark Kinabalu umfasst eine Fläche von 75.370 Hektar rund um den Kinabalu, der mit 4095 Metern der höchste Berg auf der Insel Borneo ist. Die Höhenlage des Parks erstreckt sich von 152 bis 4095 m über dem Meeresspiegel und bietet ein breites Spektrum an Lebensräumen. Sie umfassen tropischen Tiefland- und Bergregenwald (35 % des Parks), tropischen Bergwald (37 %) und erstrecken sich bis hin zu subalpinem Wald und Buschwerk in den höchsten Lagen. Ultramafisches Gestein (Serpentin) bedeckt etwa 16 % des Parks und weist eine für dieses Substrat spezifische Vegetation auf. Der Park wurde als Zentrum der Pflanzenvielfalt in Südostasien eingestuft. Auch die Tierwelt ist sehr vielfältig, und das Gebiet ist ein wichtiges Zentrum für endemische Arten.

## Flora
Am Kinabalu treffen Pflanzenarten aus dem Himalaya, China, Australien, Neuseeland und dem indo-malaiischen Raum aufeinander. Auf den Hängen der oberen Höhenlagen wachsen Rhododendron buxifolium, Rhododendron ericoides sowie Orchideen (Familie Orchidaceae), Kannenpflanzen (Nepenthes spp.), Farne, Moose und Feigen.
Diese Ökoregion beherbergt mit mehr als 750 Arten in mehr als sechzig Gattungen die größte Konzentration von wilden Orchideen auf der Erde.

## Fauna
Zu Säugetieren des Nationalparks gehören Hochland-Spitzhörnchen (Tupaia montana), Java-Languren (Presbytis comata), Otterzivetten (Cynogale bennettii), Quasten-Zwerghörnchen (Exilisciurus whiteheadi) und Große Pinselschwanz-Baummäuse (Chiropodomys major).
Zu den zahlreichen endemischen Vögeln gehören die Bergschlangenweihe (Spilornis kinabaluensis), das  Borneowaldrebhuhn (Arborophila hyperythra) und der Borneomistelfresser (Dicaeum monticolum).

## Gründung
Der Nationalpark Kinabalu wurde im Jahr 1964 als einer der ersten Nationalparks Malaysias gegründet. Er wurde zum Schutz des Mount Kinabalu und seiner Pflanzen- und Tierwelt eingerichtet.

## UNESCO-Weltnaturerbe
Der Nationalpark wurde im Dezember 2000 von der UNESCO wegen seiner „herausragenden universellen Werte“ und der Rolle als eine der wichtigsten biologischen Stätten der Welt mit mehr als 4500 Arten von Flora und Fauna, darunter 289 Vogel- und etwa 100 Säugetierarten, sowie über 110 Landschneckenarten, zum Weltnaturerbe erklärt.

## Bedrohungen
Der Schutzzweck des Nationalparks ist gefährdet durch Tourismus, illegales Sammeln seltener Pflanzen, kommerziellen Holzeinschlag, Überbauung, Wanderfeldbau, insbesondere in den tieferen Lagen des westlichen Kinabalu-Parks, und durch die Entwidmung eines Teils des Kinabalu-Parks für den Bergbau und die Entwicklung von Golfplätzen.
Ein Großteil des Tieflandwaldes der Region wurde anderen Nutzungen zugeführt. Dadurch wird der Park zu einer „Insel in einem Meer“ von Landwirtschaft und anderen Entwicklungen.